# Federazione di hockey su ghiaccio della Serbia
La Federazione serba di hockey su ghiaccio (srp. Савез хокеја на леду Србије, Savez hokeja na ledu Srbije, SHLS) è un'organizzazione fondata nel 1939 per governare la pratica dell'hockey su ghiaccio in Serbia.
Ha aderito all'International Ice Hockey Federation il 1º gennaio 1939.